# Stig Ahlsten
Stig Åke Gustaf Ahlsten, född 15 februari 1913 i Linköpings församling i Östergötlands län, död 9 mars 2002 i Helga Trefaldighets församling i Uppsala, var en svensk tandvårdsexpert.

## Biografi
Ahlsten blev efter tandläkarexamen 1935 assistent, extraordinarie lärare och tillförordnad laborator vid Tandläkarinstitutet 1935–1943, var tandläkare vid Sankt Görans sjukhus 1936–1943, var tandvårdsinspektör i Uppsala län från 1943 och lasarettstandläkare vid Akademiska sjukhuset i Uppsala från 1944. Ahlsten utgav bland annat Kortfattad översikt över underkäksfrakturernas protetiska behandling (1937) och var från 1939 ansvarig utgivare av Odontologiska föreningens tidskrift.
Senare var han från 1949 lärare vid medicinska fakulteten vid Uppsala universitet, initiativtagare till och lärare vid tandsköterskeskolan 1967–1980, lärare vid sjuksköterskeskolan i Uppsala 1957–1978.
Han var från 1941 gift med Sonja Ann-Mari Ahlsten (1911–2003). Makarna är begravda på Uppsala gamla kyrkogård.

## Utmärkelser
- Kommendör av Nordstjärneorden, 6 juni 1973.[4]